# James Mitchell (fútbol americano)
James Maxwell Mitchell (Big Stone Gap, Virginia, 11 de agosto de 1999) más conocido como James Mitchell, es un jugador profesional estadounidense de fútbol americano que se desempeña en la posición de tight end en Detroit Lions, equipo de la National Football League (NFL).

## Carrera
Fue seleccionado en la quinta ronda en la Reunión Anual de Selección de Jugadores de la NFL de 2022. Hizo su debut profesional con el equipo Detroit Lions, donde lleva jugando dos temporadas.